# 扶桑守口食品
扶桑守口食品（ふそうもりぐちしょくひん）は、愛知県丹羽郡扶桑町に本社を置き、同町の特産品である守口漬の製造・販売を行っている漬物メーカーである。

## 歴史
1980年（昭和33年）10月、名古屋の老舗漬物店「大和屋漬物舗」の番頭役だった曽我米三が、大和屋から独立し、守口大根の栽培地である扶桑町で創業。米三の下呂の実家で代々継承されてきた「壽俵屋（じゅひょうや）」を屋号とした。大和屋からの独立は、漬物離れが進むことに危惧し守口漬を贈答用の漬物から大衆化させたいという米三と、従来の高級品志向と多角化を進めたい鈴木家（大和家創業家）との間に、鈴木梶三郎（大和家創業者）の死後に方向性の違いが生じたため。大和屋の味は米三自身が作り上げたものだが、独立にあたっては大和屋の味は継承しなかった。
大和屋の高級志向と異なり大衆向けを狙った米三は、進物用の高級漬物というイメージが強い守口漬を食べきりサイズの小袋やトレー商品を家庭向けに充実させシェアを拡大した。1999年には工房に併設した販売所を改装して、製造直売店「壽俵屋」を開店した。主な商品は守口漬で、10社余りある守口漬の生産業者で唯一、扶桑町に工房を構え、製造、販売を行っている。

## 事業所
- 本社社屋・直売処「漬処壽俵屋」（愛知県丹羽郡扶桑町）[5]
- 漬処壽俵屋「犬山庵」（愛知県犬山市）[5]
- 香味茶寮壽俵屋「犬山井上邸」（愛知県犬山市）[5]

- 本社社屋
- 直売処「漬処壽俵屋」
- 香味茶寮壽俵屋「犬山井上邸」

## 歴代社長
| 代 | 氏名     | 就任日             | 退任日             | 備考           |
| -- | -------- | ------------------ | ------------------ | -------------- |
| 初 | 曽我米三 | 1980年（昭和33年） | 2006年（平成18年） | 創業者         |
| 2  | 曽我公彦 | 2006年（平成18年） | 現職               | 扶桑町商工会長 |